# Europamästerskapet i fotboll för damer 1997
Europamästerskapet i fotboll för damer 1997, formellt UEFA European Women's Championship, spelades i Norge och Sverige mellan 29 juni och 12 juli.
Turneringen hade till detta mästerskap utökats till det dubbla antalet deltagande nationer, från fyra till åtta. En annan förändring som genomfördes efter turneringen var att EM började spelas vart fjärde år för att inte krocka med VM.

## Kval
I kvalet deltog 33 nationer fördelade i två divisioner. Endast de högst rankade lagen, som spelade i den övre divisionen, kunde kvala in till EM-slutspelet medan lagen i den nedre divisionen tävlade om uppflyttning till den övre divisionen inför nästa kval. Gruppvinnarna i de fyra grupperna i den övre divisionen gick direkt till slutspelet och grupptvåorna och grupptreorna fick spela ett playoff om de resterande fyra platserna.

### Kvalificerade lag
| Grupp A                                  | Grupp B                              |
| ---------------------------------------- | ------------------------------------ |
| Frankrike · Ryssland · Spanien · Sverige | Danmark · Italien · Norge · Tyskland |

## Gruppspel

### Grupp A
| Nr | Lag       | S | V | O | F | GM | IM | MS | P |
| -- | --------- | - | - | - | - | -- | -- | -- | - |
| 1  | Sverige   | 3 | 3 | 0 | 0 | 6  | 1  | +5 | 9 |
| 2  | Spanien   | 3 | 1 | 1 | 1 | 2  | 2  | 0  | 4 |
| 3  | Frankrike | 3 | 1 | 1 | 1 | 4  | 5  | −1 | 4 |
| 4  | Ryssland  | 3 | 0 | 0 | 3 | 2  | 6  | −4 | 0 |

|             | 29 juni 1997 | Frankrike            | 1 – 1           | Spanien                   | Nobelstadion                                                |                                                             |
| 14:00 UTC+2 | 14:00 UTC+2  | Angélique Roujas 52′ | (0 – 1) Rapport | 19′ Isabel Parejo Jimenez | Karlskoga Publik: 920 Domare: Gitte Lyngo Nielsen (Danmark) | Karlskoga Publik: 920 Domare: Gitte Lyngo Nielsen (Danmark) |
| 14:00 UTC+2 | 14:00 UTC+2  |                      |                 |                           | Karlskoga Publik: 920 Domare: Gitte Lyngo Nielsen (Danmark) | Karlskoga Publik: 920 Domare: Gitte Lyngo Nielsen (Danmark) |
| 14:00 UTC+2 | 14:00 UTC+2  |                      |                 |                           | Karlskoga Publik: 920 Domare: Gitte Lyngo Nielsen (Danmark) | Karlskoga Publik: 920 Domare: Gitte Lyngo Nielsen (Danmark) |

|             | 29 juni 1997 | Sverige                              | 2 – 1           | Ryssland          | Tingvalla IP                                             |                                                          |
| 19:00 UTC+2 | 19:00 UTC+2  | Hanna Ljungberg 9′ Anna Pohjanen 81′ | (1 – 0) Rapport | 79′ Larisa Savina | Karlstad Publik: 3 829 Domare: Christine Frai (Tyskland) | Karlstad Publik: 3 829 Domare: Christine Frai (Tyskland) |
| 19:00 UTC+2 | 19:00 UTC+2  |                                      |                 |                   | Karlstad Publik: 3 829 Domare: Christine Frai (Tyskland) | Karlstad Publik: 3 829 Domare: Christine Frai (Tyskland) |
| 19:00 UTC+2 | 19:00 UTC+2  |                                      |                 |                   | Karlstad Publik: 3 829 Domare: Christine Frai (Tyskland) | Karlstad Publik: 3 829 Domare: Christine Frai (Tyskland) |

|             | 2 juli 1997 | Spanien | 0 – 1           | Sverige                     | Nobelstadion                                                        |                                                                     |
| 19:00 UTC+2 | 19:00 UTC+2 |         | (0 – 1) Rapport | 7′ (sjm.) Corominas Serrats | Karlskoga Publik: 3 403 Domare: Vibeke Karlsen-Gabrielsen (Danmark) | Karlskoga Publik: 3 403 Domare: Vibeke Karlsen-Gabrielsen (Danmark) |
| 19:00 UTC+2 | 19:00 UTC+2 |         |                 |                             | Karlskoga Publik: 3 403 Domare: Vibeke Karlsen-Gabrielsen (Danmark) | Karlskoga Publik: 3 403 Domare: Vibeke Karlsen-Gabrielsen (Danmark) |
| 19:00 UTC+2 | 19:00 UTC+2 |         |                 |                             | Karlskoga Publik: 3 403 Domare: Vibeke Karlsen-Gabrielsen (Danmark) | Karlskoga Publik: 3 403 Domare: Vibeke Karlsen-Gabrielsen (Danmark) |

|             | 2 juli 1997 | Ryssland             | 1 – 3           | Frankrike                      | Tingvalla IP                                       |                                                    |
| 19:00 UTC+2 | 19:00 UTC+2 | Irina Grigorieva 52′ | (0 – 1) Rapport | 26′, 57′, 74′ Angélique Roujas | Karlstad Publik: 626 Domare: Cristina Gozz (Norge) | Karlstad Publik: 626 Domare: Cristina Gozz (Norge) |
| 19:00 UTC+2 | 19:00 UTC+2 |                      |                 |                                | Karlstad Publik: 626 Domare: Cristina Gozz (Norge) | Karlstad Publik: 626 Domare: Cristina Gozz (Norge) |
| 19:00 UTC+2 | 19:00 UTC+2 |                      |                 |                                | Karlstad Publik: 626 Domare: Cristina Gozz (Norge) | Karlstad Publik: 626 Domare: Cristina Gozz (Norge) |

|             | 5 juli 1997 | Sverige                                                                  | 3 – 0           | Frankrike | Tingvalla IP                                                     |                                                                  |
| 16:00 UTC+2 | 16:00 UTC+2 | Malin Andersson 17′ (str.) Corinne Diacre 21′ (sjm.) Kristin Jonsson 45′ | (3 – 0) Rapport |           | Karlstad Publik: 2 751 Domare: Vibeke Karlsen-Gabrielsen (Norge) | Karlstad Publik: 2 751 Domare: Vibeke Karlsen-Gabrielsen (Norge) |
| 16:00 UTC+2 | 16:00 UTC+2 |                                                                          |                 |           | Karlstad Publik: 2 751 Domare: Vibeke Karlsen-Gabrielsen (Norge) | Karlstad Publik: 2 751 Domare: Vibeke Karlsen-Gabrielsen (Norge) |
| 16:00 UTC+2 | 16:00 UTC+2 |                                                                          |                 |           | Karlstad Publik: 2 751 Domare: Vibeke Karlsen-Gabrielsen (Norge) | Karlstad Publik: 2 751 Domare: Vibeke Karlsen-Gabrielsen (Norge) |

|             | 5 juli 1997 | Ryssland | 0 – 1           | Spanien            | Nobelstadion                                            |                                                         |
| 16:00 UTC+2 | 16:00 UTC+2 |          | (0 – 0) Rapport | 67′ Ángeles Parejo | Karlskoga Domare: Regina Belksma-Konink (Nederländerna) | Karlskoga Domare: Regina Belksma-Konink (Nederländerna) |
| 16:00 UTC+2 | 16:00 UTC+2 |          |                 |                    | Karlskoga Domare: Regina Belksma-Konink (Nederländerna) | Karlskoga Domare: Regina Belksma-Konink (Nederländerna) |
| 16:00 UTC+2 | 16:00 UTC+2 |          |                 |                    | Karlskoga Domare: Regina Belksma-Konink (Nederländerna) | Karlskoga Domare: Regina Belksma-Konink (Nederländerna) |

### Grupp B
| Nr | Lag      | S | V | O | F | GM | IM | MS | P |
| -- | -------- | - | - | - | - | -- | -- | -- | - |
| 1  | Italien  | 3 | 1 | 2 | 0 | 5  | 3  | +2 | 5 |
| 2  | Tyskland | 3 | 1 | 2 | 0 | 3  | 1  | +2 | 5 |
| 3  | Norge    | 3 | 1 | 1 | 1 | 5  | 2  | +3 | 4 |
| 4  | Danmark  | 3 | 0 | 1 | 2 | 2  | 9  | −7 | 1 |

|             | 30 juni 1997 | Tyskland          | 1 – 1           | Italien             | Melløs Stadion                                       |                                                      |
| 14:00 UTC+2 | 14:00 UTC+2  | Maren Meinert 49′ | (0 – 0) Rapport | 61′ Antonella Carta | Moss Publik: 713 Domare: Katriina Elovirta (Finland) | Moss Publik: 713 Domare: Katriina Elovirta (Finland) |
| 14:00 UTC+2 | 14:00 UTC+2  |                   |                 |                     | Moss Publik: 713 Domare: Katriina Elovirta (Finland) | Moss Publik: 713 Domare: Katriina Elovirta (Finland) |
| 14:00 UTC+2 | 14:00 UTC+2  |                   |                 |                     | Moss Publik: 713 Domare: Katriina Elovirta (Finland) | Moss Publik: 713 Domare: Katriina Elovirta (Finland) |

|             | 30 juni 1997 | Danmark | 0 – 5           | Norge                                                 | Åråsen Stadion                                                         |                                                                        |
| 20:00 UTC+2 | 20:00 UTC+2  |         | (0 – 2) Rapport | 15′, 17′, 49′, 79′ Marianne Pettersen 55′ Heidi Støre | Lillestrøm Publik: 4 221 Domare: Regina Belksma-Konink (Nederländerna) | Lillestrøm Publik: 4 221 Domare: Regina Belksma-Konink (Nederländerna) |
| 20:00 UTC+2 | 20:00 UTC+2  |         |                 |                                                       | Lillestrøm Publik: 4 221 Domare: Regina Belksma-Konink (Nederländerna) | Lillestrøm Publik: 4 221 Domare: Regina Belksma-Konink (Nederländerna) |
| 20:00 UTC+2 | 20:00 UTC+2  |         |                 |                                                       | Lillestrøm Publik: 4 221 Domare: Regina Belksma-Konink (Nederländerna) | Lillestrøm Publik: 4 221 Domare: Regina Belksma-Konink (Nederländerna) |

|             | 3 juli 1997 | Italien                                 | 2 – 2           | Danmark                           | Åråsen Stadion                                      |                                                     |
| 17:30 UTC+2 | 17:30 UTC+2 | Carolina Morace 50′ Patrizia Panico 80′ | (0 – 1) Rapport | 22′ Lene Terp 61′ Merete Pedersen | Lillestrøm Publik: 538 Domare: Eva Ödlund (Sverige) | Lillestrøm Publik: 538 Domare: Eva Ödlund (Sverige) |
| 17:30 UTC+2 | 17:30 UTC+2 |                                         |                 |                                   | Lillestrøm Publik: 538 Domare: Eva Ödlund (Sverige) | Lillestrøm Publik: 538 Domare: Eva Ödlund (Sverige) |
| 17:30 UTC+2 | 17:30 UTC+2 |                                         |                 |                                   | Lillestrøm Publik: 538 Domare: Eva Ödlund (Sverige) | Lillestrøm Publik: 538 Domare: Eva Ödlund (Sverige) |

|             | 3 juli 1997 | Norge | 0 – 0   | Tyskland | Melløs Stadion                                       |                                                      |
| 20:00 UTC+2 | 20:00 UTC+2 |       | Rapport |          | Moss Publik: 7 666 Domare: Nicole Petignat (Schweiz) | Moss Publik: 7 666 Domare: Nicole Petignat (Schweiz) |
| 20:00 UTC+2 | 20:00 UTC+2 |       |         |          | Moss Publik: 7 666 Domare: Nicole Petignat (Schweiz) | Moss Publik: 7 666 Domare: Nicole Petignat (Schweiz) |
| 20:00 UTC+2 | 20:00 UTC+2 |       |         |          | Moss Publik: 7 666 Domare: Nicole Petignat (Schweiz) | Moss Publik: 7 666 Domare: Nicole Petignat (Schweiz) |

|             | 6 juli 1997 | Danmark | 0 – 2           | Tyskland                          | Melløs Stadion                                  |                                                 |
| 14:00 UTC+2 | 14:00 UTC+2 |         | (0 – 0) Rapport | 82′ Monika Meyer 90′ Birgit Prinz | Moss Publik: 4 037 Domare: Eva Ödlund (Sverige) | Moss Publik: 4 037 Domare: Eva Ödlund (Sverige) |
| 14:00 UTC+2 | 14:00 UTC+2 |         |                 |                                   | Moss Publik: 4 037 Domare: Eva Ödlund (Sverige) | Moss Publik: 4 037 Domare: Eva Ödlund (Sverige) |
| 14:00 UTC+2 | 14:00 UTC+2 |         |                 |                                   | Moss Publik: 4 037 Domare: Eva Ödlund (Sverige) | Moss Publik: 4 037 Domare: Eva Ödlund (Sverige) |

|             | 6 juli 1997 | Norge | 0 – 2           | Italien                 | Åråsen Stadion                                             |                                                            |
| 14:00 UTC+2 | 14:00 UTC+2 |       | (0 – 1) Rapport | 3′, 90′ Carolina Morace | Lillestrøm Publik: 520 Domare: Katriina Elovirta (Finland) | Lillestrøm Publik: 520 Domare: Katriina Elovirta (Finland) |
| 14:00 UTC+2 | 14:00 UTC+2 |       |                 |                         | Lillestrøm Publik: 520 Domare: Katriina Elovirta (Finland) | Lillestrøm Publik: 520 Domare: Katriina Elovirta (Finland) |
| 14:00 UTC+2 | 14:00 UTC+2 |       |                 |                         | Lillestrøm Publik: 520 Domare: Katriina Elovirta (Finland) | Lillestrøm Publik: 520 Domare: Katriina Elovirta (Finland) |

## Slutspel

### Slutspelsträd
|  | Semifinaler | Semifinaler |   |  | Final   | Final |  |
|  |             |             |   |  |         |       |  |
|  |             |             |   |  |         |       |  |
|  | Italien     | 2           |   |  |         |       |  |
|  | Spanien     | 1           |   |  |         |       |  |
|  |             |             |   |  |         |       |  |
|  |             |             |   |  |         |       |  |
|  |             |             |   |  | Italien | 0     |  |
|  |             | Tyskland    | 2 |  |         |       |  |
|  |             |             |   |  |         |       |  |
|  |             |             |   |  |         |       |  |
|  |             |             |   |  |         |       |  |
|  |             |             |   |  |         |       |  |
|  | Sverige     | 0           |   |  |         |       |  |
|  | Tyskland    | 1           |   |  |         |       |  |

### Semifinaler
|             | 9 juli 1997 | Sverige | 0 – 1           | Tyskland             | Tingvalla IP                                             |                                                          |
| 17:30 UTC+2 | 17:30 UTC+2 |         | (0 – 0) Rapport | 84′ Bettina Wiegmann | Karlstad Publik: 4 246 Domare: Nicole Petignat (Schweiz) | Karlstad Publik: 4 246 Domare: Nicole Petignat (Schweiz) |
| 17:30 UTC+2 | 17:30 UTC+2 |         |                 |                      | Karlstad Publik: 4 246 Domare: Nicole Petignat (Schweiz) | Karlstad Publik: 4 246 Domare: Nicole Petignat (Schweiz) |
| 17:30 UTC+2 | 17:30 UTC+2 |         |                 |                      | Karlstad Publik: 4 246 Domare: Nicole Petignat (Schweiz) | Karlstad Publik: 4 246 Domare: Nicole Petignat (Schweiz) |

|             | 9 juli 1997 | Italien                                | 2 – 1           | Spanien            | Åråsen Stadion                               |                                              |
| 20:30 UTC+2 | 20:30 UTC+2 | Silvia Fiorini 10′ Carolina Morace 28′ | (2 – 0) Rapport | 88′ Ángeles Parejo | Lillestrøm Domare: Christine Frai (Tyskland) | Lillestrøm Domare: Christine Frai (Tyskland) |
| 20:30 UTC+2 | 20:30 UTC+2 |                                        |                 |                    | Lillestrøm Domare: Christine Frai (Tyskland) | Lillestrøm Domare: Christine Frai (Tyskland) |
| 20:30 UTC+2 | 20:30 UTC+2 |                                        |                 |                    | Lillestrøm Domare: Christine Frai (Tyskland) | Lillestrøm Domare: Christine Frai (Tyskland) |

### Final
|             | 12 juli 1997 | Italien | 0 – 2           | Tyskland                            | Ullevål Stadion                                          |                                                          |
| 20:30 UTC+2 | 20:30 UTC+2  |         | (0 – 1) Rapport | 22′ Sandra Minnert 49′ Birgit Prinz | Oslo Publik: 2 221 Domare: Gitte Lyngo-Nielsen (Danmark) | Oslo Publik: 2 221 Domare: Gitte Lyngo-Nielsen (Danmark) |
| 20:30 UTC+2 | 20:30 UTC+2  |         |                 |                                     | Oslo Publik: 2 221 Domare: Gitte Lyngo-Nielsen (Danmark) | Oslo Publik: 2 221 Domare: Gitte Lyngo-Nielsen (Danmark) |
| 20:30 UTC+2 | 20:30 UTC+2  |         |                 |                                     | Oslo Publik: 2 221 Domare: Gitte Lyngo-Nielsen (Danmark) | Oslo Publik: 2 221 Domare: Gitte Lyngo-Nielsen (Danmark) |